# Synergie
O Grupo Synergie, parceiro incontornável na gestão global dos Recursos Humanos, com mais de 50 anos de experiência no setor, dispõe de uma rede de cerca de 800 delegações, emprega mais de 5 600 mil colaboradores/as, em mais de 17 países.
A Synergie Portugal, sediada no Porto e atualmente com uma cobertura nacional de 8 Delegações desenvolve a sua atividade com base nos seguintes valores: paixão, integridade, rigor e inovação visando a excelência dos serviços prestados.
Através do estabelecimento de sólidas relações de parcerias, pretende ser o aliado de referência no desenvolvimento de pessoas e organizações, através de soluções rigorosas e transformadoras.
Opera em Portugal desde abril de 1999, tendo iniciado a sua atividade no Porto, onde está sediada, contando com delegações de norte a sul do país (Aveiro, Lisboa, Mem Martins, Porto, São João da Madeira, Setúbal e Vila Franca de Xira).
A Synergie Portugal é, desde 2009, uma empresa certificada pela NPEN ISSO 9001, sistema de Gestão de Qualidade. 